# 3106 Morabito
3106 Morabito este un asteroid din centura principală, descoperit pe 9 martie 1981 de Edward Bowell.